# Aldeire
Aldeire és un municipi andalús de la província de Granada, en el sud-est d'Espanya. Es troba en el Marquesat del Zenete, integrat en la comarca de Guadix. Es troba en una vall que formen dos vessants o pujols en plena cara nord de Sierra Nevada, a 1.278 metres d'altitud, en la província de Granada (a uns 70 quilòmetres de la capital i 20 de Guadix).
El seu terme municipal té una extensió aproximada de 6.735 hectàrees, sent bastant muntanyenc i irregular.